# Petrosavia
Petrosavia Becc. – rodzaj roślin bezzieleniowych z rodziny Petrosaviaceae, obejmujący trzy gatunki występujące we wschodniej Azji, na obszarze od Chin do Japonii i Indonezji, zwykle na obszarach górskich. Nazwa rodzaju upamiętnia włoskiego botanika Pietro Savi (1811–1871), kierującego ogrodem botanicznym w Pizie.

## Morfologia
PokrójJasnożółtawe, nagie rośliny bezzieleniowe, osiągające wysokość 4–10 cm (P. sinii) lub 7–28 cm (P. sakuraii).
ŁodygaPod ziemią w postaci smukłego kłącza pokrytego szczątkowymi łuskami. Nad ziemią wzniesiona, nierozgałęziona.
LiścieUlistnienie naprzemianległe. Liście właściwe szczątkowe, łuskowate, siedzące, całobrzegie.
KwiatyZebrane w grono lub baldachogrono, wyrastające na szczycie łodygi. Przysadki łuskowate, równowąskie, podobne do liści właściwych. Szypułki z 0–2 naprzemianległymi podwiatkami. Kwiaty lejkowate, 6-pręcikowe, 3-słupkowe. Okwiat pojedynczy, z 6 listkami zrośniętymi z nasadą zalążni, rozchylającymi się, położonymi w dwóch okółkach. Trzy listki zewnętrzne deltoidalno-jajowate, mniejsze od trzech listków wewnętrznych, jajowatych lub deltoidalno-jajowatych. Pręciki o szydłowatych nitkach i doosiowo położonych główkach. Pylniki jajowate. Słupki zrośnięte na ¼ – ½ długości, wolne powyżej listków okwiatu. Szyjki słupków główkowate. Zalążki liczne, położona odosiowo.
OwoceZakrzywione torebki, pękające wzdłuż doosiowego szwu. Nasiona liczne, eliptyczne.

## Biologia i ekologia
RozwójMyko-heterotrofy, geofity ryzomowe. Kwitną w lipcu i sierpniu, owocują w październiku. Kwiaty otwierają się o dowolnej porze dnia. Pylniki zewnętrzne pękają następnego dnia, a wewnętrzne 2 dni później. Znamiona słupków są receptywne bezpośrednio po otwarciu kwiatu. Słupki, wstępnie usytuowane osiowo, stopniowo wychylają się, aby po 5 dniach zetknąć się z główkami zewnętrznych pręcików. Ponieważ słupki są receptywne przez okres co najmniej 5 dni, u roślin z tego rodzaju często dochodzi do samozapylenia. Rośliny te są również owadopylne, zapylane przez smukliki z rodzaju Lasioglossum.
SiedliskoLasy bambusowe lub mieszane, na wysokości do 1700 m n.p.m.

## Systematyka
W różnych systemach rodzaj był zaliczany również do rodzin melantkowatych (Melanthiaceae) lub łomkowatych (Nartheciaceae). W systemie Takhtajana (2009) wyodrębniany był w randze monotypowej rodziny Petrosaviaceae.
Pozycja rodzaju według APW (aktualizowany system APG IV z 2016)Rodzaj należy do rodziny Petrosaviaceae Hutch, w monotypowym rzędzie Petrosaviales w obrębie kladu jednoliściennych.
Gatunki
- Petrosavia sakuraii (Makino) J.J.Sm. ex Steenis
- Petrosavia sinii (K.Krause) Gagnep.
- Petrosavia stellaris Becc.